# Marie-Claude Arnaud
Marie-Claude Arnaud-Delabrière é uma matemática francesa, especialista em sistemas dinâmicos. É professora de matemática da Universidade de Avignon e desde 2013 membro sênior do Institut Universitaire de France.
Obteve um doutorado em 1990 na Universidade Paris VII, orientada por Michael Herman.
Foi palestrante convidada do Congresso Internacional de Matemáticos em Hyderabad (2010: Green Bundles and Related Topics).
Recebeu o Prêmio Gabrielle-Sand de 2011, por seu trabalho sobre sistemas hamiltonianos dinâmicos, e em particular sobre a regularidade de curvas invariantes na dinâmica de bilhares.